# UBE2J1
UBE2J1 (англ. Ubiquitin conjugating enzyme E2 J1) – білок, який кодується однойменним геном, розташованим у людей на короткому плечі 6-ї хромосоми. Довжина поліпептидного ланцюга білка становить 318 амінокислот, а молекулярна маса — 35 199.
| 10         |  | 20         |  | 30         |  | 40         |  | 50         |
| ---------- |  | ---------- |  | ---------- |  | ---------- |  | ---------- |
| METRYNLKSP |  | AVKRLMKEAA |  | ELKDPTDHYH |  | AQPLEDNLFE |  | WHFTVRGPPD |
| SDFDGGVYHG |  | RIVLPPEYPM |  | KPPSIILLTA |  | NGRFEVGKKI |  | CLSISGHHPE |
| TWQPSWSIRT |  | ALLAIIGFMP |  | TKGEGAIGSL |  | DYTPEERRAL |  | AKKSQDFCCE |
| GCGSAMKDVL |  | LPLKSGSDSS |  | QADQEAKELA |  | RQISFKAEVN |  | SSGKTISESD |
| LNHSFSLTDL |  | QDDIPTTFQG |  | ATASTSYGLQ |  | NSSAASFHQP |  | TQPVAKNTSM |
| SPRQRRAQQQ |  | SQRRLSTSPD |  | VIQGHQPRDN |  | HTDHGGSAVL |  | IVILTLALAA |
| LIFRRIYLAN |  | EYIFDFEL   |  |            |  |            |  |            |

A: Аланін

C: Цистеїн

D: Аспарагінова кислота

E: Глутамінова кислота

F: Фенілаланін

G: Гліцин

H: Гістидин

I: Ізолейцин

K: Лізин

L: Лейцин

M: Метіонін

N: Аспарагін

P: Пролін

Q: Глутамін

R: Аргінін

S: Серин

T: Треонін

V: Валін

W: Триптофан

Кодований геном білок за функціями належить до трансфераз, фосфопротеїнів. 
Задіяний у такому біологічному процесі, як убіквітинування білків. 
Білок має сайт для зв'язування з АТФ, нуклеотидами. 
Локалізований у мембрані, ендоплазматичному ретикулумі.